# Stora Lövö, Ingå
Stora Lövö är en ö i Finland. Den ligger i Finska viken och i kommunen Ingå i den ekonomiska regionen  Raseborg i landskapet Nyland, i den södra delen av landet. Ön ligger omkring 59 kilometer väster om Helsingfors.
Öns area är 26 hektar och dess största längd är 1 kilometer i öst-västlig riktning. Ön höjer sig omkring 25 meter över havsytan.

## Historia
Ön har förmodligen varit bebodd sedan 1842, då ett fisketorp grundades där. År 1902 blev Stora Lövö, Lilla Lövö och ett antal närliggande holmar ett självständigt hemman. Egendomen såldes 1937 till den tyske miljonären och före detta stridsflygaren Willy Daugs, som i Finland ägde ytterligare bland annat slottet Vanögård utanför Tavastehus och vapenfabriken Oy Tikkakoski Ab i Jyväskylä, som tillverkade den berömda Suomi-maskinpistolen. Då Finland ingick vapenstilleståndsavtalet 1944 med Sovjetunionen övergick all Daugs (och kompanjonen Otto Ehrichs ) egendom i sovjetisk ägo, medan han själv försvann i okända öden. Efter Porkalaområdets återlämnande 1956 började ryssarna sälja ut det de beslagtagit av tyskarna i Finland, även Lövö, som köptes av SOK och idag används för representationsändamål.